# ان‌جی‌سی ۵۶۵۳
ان‌جی‌سی ۵۶۵۳ (انگلیسی: NGC 5653) نام یک کهکشان مارپیچی در صورت فلکی گاوران است.